# ムコノラクトンΔイソメラーゼ
ムコノラクトンΔイソメラーゼ(Muconolactone Delta-isomerase、EC 5.3.3.4)は、以下の化学反応を触媒する酵素である。
(S)-5-オキソ-2,5-ジヒドロフラン-2-酢酸{\displaystyle \rightleftharpoons }5-オキソ-4,5-ジヒドロフラン-2-酢酸
この酵素は異性化酵素、特にC=C結合の転位に関与する分子内酸化還元酵素に分類される。系統名は、5-オキソ-2,5-ジヒドロフラン-2-酢酸 Δ3,Δ2-イソメラーゼである。muconolactone isomeraseとも呼ばれる。この酵素は、ヒドロキシル化による安息香酸の分解に関与している。

## 構造
2007年末時点で、この酵素の1つの構造が解明されている。蛋白質構造データバンクのコードは、1MLIである。